# Cena za literaturu
Cena za literaturu, též Literární cena je ocenění, které se obvykle uděluje spisovatelům za zvláštní úspěchy v oblasti literatury. Cena za literaturu se zpravidla uděluje za jediné dílo nebo za celoživotní dílo spisovatele. Literární ceny jsou důležitou součástí literárního průmyslu.
Literární ceny pravidelně udělují státní instituce, sdružení, akademie, nadace, nakladatelství, spolky nebo jednotlivci. Ve většině případů je ocenění spojeno s finanční částkou, medailí nebo stipendiem.
Podle okruhu příjemců se rozlišují mezinárodní a národní (včetně regionálních) literární ceny. V německy mluvících zemích se od 70. let 20. století výrazně rozšířilo udělování literárních cen. Zatímco Angelika Mechtelová v roce 1972 předpokládala přibližně 200 cen ročně, Uwe Wittstock v roce 2007 odhadl jejich počet na více než 700. Goethe-Institut uvádí 1331 individuálních cen jen pro Německo v roce 2000, což bylo evropské maximum.
U některých významných mezinárodních cen, ale například i u Německé knižní ceny (Deutschen Buchpreis), vede výběr laureátů přes sestavení tzv. dlouhého seznamu kandidátů do užšího výběru, z něhož je nakonec určen vítěz ceny.
Mezi nejznámější literární ceny patří Nobelova cena za literaturu, Pulitzerova cena, Bookerova cena, Goncourtova cena, Cervantesova cena, Cena Georga Büchnera a Evropská knižní cena.